# Спиридон Спиридонов
Спиридон Димитров Спиридонов е български офицер, инженер, генерал-майор.

## Биография
Роден е на 22 юни 1933 г. в пазарджишкото село Дебръщица. Завършва Висше народно военно инженерно-свързочно училище в Силистра през 1955 г. От 1955 до 1960 г. е командир на взвод в 54-ти армейски инженерен батальон. Между 1960 и 1962 г. е командир на техническа рота във 2-ри инженерен батальон в Любимец. Завършва Военната инженерна академия „В. В. Куйбишев“ в Москва през 1967 г. като инженер-механик. В периода 1967 – 1975 г. е последователно старши помощник-началник на отдел в първа армия и старши помощник-началник на отдел в Управление „Инженерни войски“. От 1975 г. е заместник-началник по техническата част на Войските на Министерството на транспорта. Остава там до излизането си в запаса през 1992 г. Награждаван е с орден „Червено знаме“ и орден „9 септември 1944 г.“ – I ст.

## Награди
- орден „Червено знаме“
- орден „9 септември 1944 г.“ – I ст.

## Образование
- Висше народно военно инженерно-свързочно училище „Георги Дамянов“ (до 1955)
- Военната инженерна академия „В. В. Куйбишев“ (до 1967)